# Куйла
Куйла (в верховье Сухая) — река в Томской области России, левый приток Яи. Устье находится в 55 км от устья Яи по левому берегу. Длина реки составляет 27 км.
В бассейне находятся деревни Перовка и Горьковка.

## Притоки
- 11 км: Чумаклы (пр)
- 12 км: Кусла (пр)

## Данные водного реестра
По данным государственного водного реестра России относится к Верхнеобскому бассейновому округу, водохозяйственный участок реки — Чулым от в/п с. Зырянское до устья, речной подбассейн реки — Чулым. Речной бассейн реки — (Верхняя) Обь до впадения Иртыша.
Код водного объекта — 13010400312115200021094.